# Ceratocentrus drumonti
Ceratocentrus drumonti är en skalbaggsart som beskrevs av Thierry Bouyer 2006. Ceratocentrus drumonti ingår i släktet Ceratocentrus och familjen långhorningar.
Artens utbredningsområde är:
- Burundi.
- Rwanda.

Inga underarter finns listade i Catalogue of Life.